# Johann Erhard Heberer
Johann Erhard Heberer (* 1. März 1604 in Schweinfurt; † 29. Dezember 1663 ebenda) war schwedischer Administrator (Vogt) des Amtes Mainburg, Handelsmann, Ratsherr und Bürgermeister in Schweinfurt.

## Leben und Wirken

### Familie
Heberer entstammte einer Familie, deren Mitglieder sich über mehr als hundert Jahren um das öffentliche Wohl und verschiedene Freie und Reichsstädte des Heiligen Römischen Reichs Deutscher Nation verdient gemacht haben.
Sein Vater war der Syndicus, Stadtschreiber und Geschichtsschreiber der Stadt Schweinfurt Johann Heberer (1568–1628) in Schweinfurt, dem Sohn des E(h)rhardt Heberer (ca. 1525–1581), der mit Veronica Lösch verheiratet war. Johann Heberer war mit Margarethe Holdt (Heldt?) verheiratet, der Tochter des Johann Holdt (Heldt?).
Johann Erhard Heberer war verheiratet in erster Ehe mit Margareta Rosa (1604-vor 1640), der Tochter des Wüllenwebers (Wollwebers) Nikolaus Rosa und Enkeltochter des Cantors, Schuldieners und Ratsherrn Paul Rosa (1532– 1606) aus Schweinfurt. In zweiter Ehe heiratete er Maria Miltenberger, die Witwe des limburgischen Amtmanns Johann Ludwig Wurstumb.
Die Tochter von Johann Erhard Heberer, Anna Elisabeth Heberer, heiratete im Jahre 1673 den Handelsmann und Spezereihändler Johann Leonhard Renninger (1647–1716), der von 1707 bis 1716 Mitglied des „Zusatzes“, des „Äußeren Rats“ der Stadt Schweinfurt gewesen ist.
Ein Bruder von Johann Erhard Heberer war der Notar (Not. publ) Johann Heberer (1608–1684), der zur Zeit seiner Eheschließung im Jahre 1633 Verwalter zu Bergrheinfeld bei Schweinfurt gewesen ist. Auch er war von 1673 bis 1684 Mitglied des Rates in Schweinfurt.
Ein anderer Bruder war Johann Elias Heberer (1589–1634), über den nichts Näheres bekannt ist. Er war der Vater des Juristen Lic. Johann Philipp Heberer (1625–1701), hochfürstlicher Eichstädter und hochgräflich pappenheimisch–hochansehnlicher Rat und danach ältester Consulent und Syndicus bei der Reichsstadt Weißenburg. Dessen Kinder warten der Lic. Wolfgang Wilhelm Heberer († 1721), Königl.-Polnischer, Kurfürstlich.- Sächsischer und Hofgräflicher Pappenheimischer Rat, Syndicus, Konsistorialpräsident u. Lehen Probst sowie Reichsquartiermeister des Heiligen Römischen Reichs und Johann Wolfgang Heberer (1675 bis 1730), Consulent und Syndicus in Weißenburg im jetzigen Bayern.
Ein weiterer Sohn von Johann Heberer war Marcus Heberer, der nach dem Tode seines Vaters Johann Heberer im Jahre 1628 zum Stadtschreiber in Schweinfurt bestellt wurde.

### Leben und Bedeutung
Während des Dreißigjährigen Krieges drangen die schwedischen Truppen nach Süddeutschland vor und besetzten im Jahre 1631 das katholische Hochstift Würzburg. Dies war für die Schweinfurter, die sich der Reformation angeschlossen hatten, die Gelegenheit, sich an den Bewohnern des angrenzenden Würzburger Amtes Mainburg zu rächen, die im Jahre 1554 im Brandenburgischen oder markgräflichen Kriege Gewalttaten gegen die Schweinfurter ausgeübt hatten. Johann Erhard Heberer wusste sich die Gunst der Stunde zu nutzen. Es gelang ihm, wahrscheinlich auf Vermittlung durch seinen Bruder Marcus Heberer, dem Stadtschreiber von Schweinfurt, der die Verhandlungen mit den Schweden bei der kampflosen Übergabe der Stadt Schweinfurt geführt hatte und deshalb bei den Schweden großes Ansehen genoss, von der schwedischen Oberverwaltung zum Administrator (Vogt) eingesetzt zu werden. Er bezog das fürstliche Schloss zu Mainburg und soll die fürstliche Kasse geleert und den Vorrat an Wein und Getreide sowie Schafe und Schweine nach Schweinfurt gebracht haben. Er ließ es weiterhin zu, dass von ihm angeworbene Soldaten aus Schweinfurt das Amt Mainburg plünderten.
Im September 1634 besetzten die kaiserlichen Truppen, geführt von dem Feldmarschall Piccolomini, mit 6000 Landsknechten die Stadt Schweinfurt und auch das Amt Mainburg. Heberer und seine Gefährten wurden gefangen genommen. Heberer wurde seines Amtes enthoben und erst gegen ein hohes Lösegeld freigelassen.
Im selben Jahr wurde Heberer, der dann als Handelsmann tätig war, Mitglied des Rates und blieb dies bis zu seinem Tod. Mehrfach übte er das Amt des Bürgermeisters aus, das erste Mal wohl 1637.
Im Jahr 1636 beschloss der Rat der Stadt Schweinfurt, wegen der Notlage, die durch die kaiserliche Besatzung der Stadt entstanden war, eine Deputation von mehreren Abgeordneten, zu denen auch Heberer gehörte, zum König von Ungarn Ferdinand III, dem Sohn des Kaisers Ferdinand III zu schicken, der sich in Wallerstein bei Augsburg aufhielt, der die Deputation auch empfing, sie aber nur vertröstete, sodass keine Erleichterung zu erreichen war.
Auch später wurde Heberer noch beauftragt, Verhandlungen zu führen, um die Notlage der Stadt zu verbessern.

## Leichenpredigt
Piccart, Johann Andreas u. a., Reciope Stephanicum, vere Christianum; Stephanisches/ recht Christliches Nimm-auff/ oder Selige Seelen-Herberge/ Aus der Apostel Geschichte/ cap. VII. v. 59. Herr Jesu/ nimm ... Bey der ... Leichbestattung Deß ... Johannis Gerhardi Heberers/ in der loebl. deß heiligen Reichs Statt Schweinfurt/ eltern Burgermeisters/ nunmehr Seligen/ Welcher ... von dieser Welt abgefordert/ An. 1663. den 29. Decembris/ Morgens umb halb vier Uhr/ Seines Alters 60. Jahr/ und darauff den 30. Decembris ... beygesetzet worden, Altdorff ; Goebel ; 1663, Zwickau, Ratsschulbibliothek Inv.Nr.:49.3.8.(21), Nachweis in Gateway-Bayern.de (Johannis Gerhardi Heberers).